# Живрезак
Живрезак (фр. Givrezac) насеље је и општина у западној Француској у региону Поату-Шарант, у департману Приморски Шарант која припада префектури Жонзак.
По подацима из 2011. године у општини је живело 79 становника, а густина насељености је износила 29,26 становника/km². Општина се простире на површини од 17,53 km². Налази се на средњој надморској висини од 40 m метара (максималној 44 m, а минималној 37 m m).

## Демографија
| 1962. | 1968. | 1975. | 1982. | 1990. | 1999. | 2011. |
| ----- | ----- | ----- | ----- | ----- | ----- | ----- |
| 97    | 88    | 79    | 77    | 59    | 63    | 79    |

График промене броја становника у току последњих година